# Gaziosmanpaşa
Gaziosmanpaşa (antigament Taşlıtarla) és un gran districte de la província d'Istanbul, Turquia, situat en la part europea de la ciutat.

## Història
Fins als anys 1950, Gaziosmanpaşa va ser una zona de pastures deshabitada. Tanmateix, en aquella dècada, nombrosos migrants dels Balcans es van instal·lar al districte. Gran part de les edificacions eren il·legals. Els assentaments van créixer ràpidament durant els anys 1970 i 1980 a causa de la migració des de l'est d'Anatòlia. La població continua creixent, i la piràmide de població indica que la major dels seus habitants són gent jove (la meitat de la població té menys de 20 anys).

## Gaziosmanpaşa en l'actualitat
El centre de Gaziosmanpaşa està habitat pels descendents dels immigrants dels anys 1950 i 1960. La major part de les edificacions originals s'han substituït per blocs de pisos.
En altres zones, amb comunitats que es troben lluny de la ciutat, estan dominades per immigrants d'Anatolia. Aquestes zones són un autèntic gresol ètnic, religiós i polític. En particular, una zona de Gaziosmanpaşa té una població que majoritàriament prové d'immigrants de la Tunceli, una província amb una població de majoria kurda i aleví.
En els últims anys s'han construït nombroses instal·lacions esportives, teatres i centres comercials, a més de millorar els mitjans de transport. La població continua creixent, i amb ella l'ajuntament està aixecant col·legis i altres infraestructures necessàries per donar servei a aquest augment.
El districte té un alt nivell de desocupació, malgrat que la indústria es troba en creixement. Els principals ocupadors són petits tallers de material elèctric, roba, peces metàl·liques i garatges de reparacions.
El nom del districte prové del general otomà Osman Nuri Paşa (també conegut com a Gazi Osman Paşa), que va tenir un paper actiu als Balcans.

## Divisió administrativa

### Mahalleler
Bağlarbaşı  ·  Barbaros Hayretin Paşa  ·  Fevzi Çakmak  ·  Hürriyet  ·  Karadeniz  ·  Karayolları  ·  Karlıtepe  ·  Kâzım Karabekir  ·  Merkez  ·  Mevlana  ·  Pazariçi  ·  Sarıgöl  ·  Şemsipaşa  ·  Yenidoğan  ·  Yenimahalle  ·  Yıldıztabya

### Barris
Beşyüzevler  ·  Küçükköy  ·  Taşlıtarla  ·  Yıldıztabya